# 李幽琳
李 幽琳（イ・ユリム、英語: Lee Yu-lim、朝鮮語:  이유림、2000年1月27日 - ）は、大韓民国の女子バドミントン選手。

## 経歴
ジュニア時代は、白荷娜とペアを組み世界ジュニア選手権、アジアジュニア選手権でともに優勝を果たした。
その後も白荷娜とのペアを2023年まで継続。マレーシア・オープンやジャパン・オープンで準優勝を達成。
2024年は申昇瓚とペアを組み、台北オープン優勝などを達成。